# Bethesda Softworks
Bethesda Softworks LLC – amerykański wydawca gier komputerowych.

## Historia
Przedsiębiorstwo zostało założone w 1986 roku przez Christophera Weavera w miejscowości Bethesda w stanie Maryland. W późniejszym okresie siedzibę przeniesiono do Rockville. Firma posiada długą historię w grach na PC i konsole.
Bethesda jest najprawdopodobniej najbardziej znana z produkcji serii gier cRPG – The Elder Scrolls.
We wrześniu 2020 roku firma Microsoft ogłosiła informację o zakupie firmy ZeniMax Media, w której w skład wchodzi Bethesda Softworks LLC za kwotę 7,5 miliarda dolarów. Transakcja została zrealizowana w marcu 2021 roku.

## Gry

### Gry wyprodukowane
| Rok  | Tytuł                                                                  | Gatunek                              | Platformy                                                       | Wydawca                           |
| ---- | ---------------------------------------------------------------------- | ------------------------------------ | --------------------------------------------------------------- | --------------------------------- |
| 1986 | Gridiron!                                                              | sportowa                             | Amiga, Atari ST, DOS                                            | Bethesda Softworks                |
| 1988 | Wayne Gretzky Hockey                                                   | sportowa                             | Amiga, Atari ST, DOS, NES                                       | Bethesda Softworks                |
| 1990 | Wayne Gretzky Hockey 2                                                 | sportowa                             | DOS                                                             | Bethesda Softworks                |
| 1990 | The Terminator                                                         | platformowa, przygodowa              | DOS                                                             | Bethesda Softworks                |
| 1991 | Wayne Gretzky Hockey 3                                                 | sportowa                             | DOS                                                             | Bethesda Softworks                |
| 1991 | Home Alone                                                             | gra akcji                            | NES                                                             | THQ                               |
| 1991 | Where's Waldo?                                                         | logiczna                             | NES                                                             | THQ                               |
| 1992 | Terminator 2029                                                        | gra akcji, strategiczna              | DOS                                                             | Bethesda Softworks                |
| 1993 | The Terminator: Rampage                                                | gra akcji                            | DOS                                                             | Bethesda Softworks                |
| 1993 | Terminator 2029: Operation Scour Add-on                                | gra akcji, strategiczna              | DOS                                                             | Bethesda Softworks                |
| 1994 | The Elder Scrolls: Arena                                               | gra akcji, przygodowa, gra fabularna | DOS                                                             | Bethesda Softworks                |
| 1994 | Terminator 2029 – The Deluxe CD Edition                                | gra akcji, strategiczna              | DOS                                                             | Bethesda Softworks                |
| 1994 | Delta V                                                                | gra akcji                            | DOS                                                             | Bethesda Softworks                |
| 1995 | The Terminator: Future Shock                                           | gra akcji                            | DOS                                                             | Bethesda Softworks                |
| 1996 | SkyNET                                                                 | gra akcji                            | DOS                                                             | Bethesda Softworks                |
| 1996 | The Elder Scrolls II: Daggerfall                                       | przygodowa, gra fabularna            | DOS                                                             | Bethesda Softworks                |
| 1997 | An Elder Scrolls Legend: Battlespire                                   | fabularna gra akcji                  | DOS, Windows                                                    | Bethesda Softworks                |
| 1997 | PBA Tour Bowling                                                       | sportowa                             | Windows                                                         | Bethesda Softworks                |
| 1997 | XCar: Experimental Racing                                              | wyścigowa gra symulacyjna            | DOS                                                             | Bethesda Softworks                |
| 1998 | Burnout: Championship Drag Racing                                      | wyścigowa                            | DOS                                                             | Bethesda Softworks                |
| 1998 | The Elder Scrolls Adventures: Redguard                                 | fabularna gra akcji                  | Windows                                                         | Bethesda Softworks                |
| 1999 | NIRA Intense Import Drag Racing                                        | wyścigowa                            | Windows                                                         | Bethesda Softworks                |
| 1999 | Skip Barber Racing                                                     | wyścigowa                            | Windows                                                         | Bethesda Softworks                |
| 2000 | HRA Drag Racing                                                        | wyścigowa                            | Windows, PlayStation                                            | Bethesda Softworks                |
| 2000 | PBA Tour Bowling 2                                                     | sportowa                             | Windows                                                         | Bethesda Softworks                |
| 2000 | PBA Tour Bowling 2001                                                  | sportowa                             | Windows, Dreamcast (Unreleased but gold-version leaked)         | Bethesda Softworks                |
| 2001 | IHRA Motorsports                                                       | wyścigowa                            | Windows                                                         | Bethesda Softworks                |
| 2001 | IHRA Drag Racing 2                                                     | wyścigowa                            | PlayStation 2                                                   | Bethesda Softworks                |
| 2002 | The Elder Scrolls III: Morrowind                                       | przygodowa, gra fabularna            | Windows, Xbox                                                   | Bethesda Game Studios             |
| 2002 | The Elder Scrolls III: Morrowind (Collector’s Edition)                 | przygodowa, gra fabularna            | Windows                                                         | Bethesda Game Studios             |
| 2002 | The Elder Scrolls III: Trójca                                          | przygodowa, gra fabularna            | Windows                                                         | Bethesda Game Studios             |
| 2003 | IHRA Drag Racing 2004                                                  | wyścigowa                            | Xbox                                                            | Bethesda Softworks                |
| 2003 | The Elder Scrolls III: Przepowiednia                                   | przygodowa, gra fabularna            | Windows                                                         | Bethesda Game Studios             |
| 2003 | The Elder Scrolls III: Morrowind Bloodmoon & Tribunal Duopack          | przygodowa, gra fabularna            | Windows                                                         | Ubisoft                           |
| 2003 | The Elder Scrolls III: Morrowind (Game of the Year Edition)            | przygodowa, gra fabularna            | Windows, Xbox                                                   | Bethesda Game Studios             |
| 2003 | The Elder Scrolls III: Morrowind (Platinum Edition)                    | przygodowa, gra fabularna            | Xbox                                                            | Bethesda Game Studios             |
| 2004 | The Elder Scrolls III: Morrowind (Game of the Year – Platinum Edition) | przygodowa, gra fabularna            | Xbox                                                            | Bethesda Game Studios             |
| 2004 | IHRA Drag Professional Racing 2005                                     | wyścigowa                            | Xbox, PlayStation 2                                             | Bethesda Softworks                |
| 2006 | IHRA Drag Racing: Sportsman Edition                                    | wyścigowa                            | Windows, Xbox, PlayStation 2                                    | Bethesda Softworks                |
| 2006 | The Elder Scrolls IV: Oblivion                                         | fabularna gra akcji                  | Windows, Xbox 360                                               | 2K Games                          |
| 2006 | The Elder Scrolls IV: Knights of the Nine                              | fabularna gra akcji                  | PC, Xbox 360                                                    | Bethesda Game Studios, Ubisoft    |
| 2007 | The Elder Scrolls IV: Oblivion                                         | fabularna gra akcji                  | PlayStation 3                                                   | Ubisoft                           |
| 2007 | The Elder Scrolls IV: Shivering Isles                                  | fabularna gra akcji                  | PC, PS3, Xbox 360                                               | Bethesda Game Studios, 2K Games   |
| 2007 | The Elder Scrolls IV: Oblivion (Game of the Year Edition)              | fabularna gra akcji                  | Windows, Xbox 360, PlayStation 3                                | 2K Games(Xbox 360), Ubisoft (PS3) |
| 2008 | Fallout 3                                                              | fabularna gra akcji                  | Windows, Xbox 360, PlayStation 3                                | Bethesda Game Studios             |
| 2009 | Dodatki do Fallout 3: Operacja Anchorage i The Pitt                    | fabularna gra akcji                  | Windows, Xbox 360, PlayStation 3                                | Bethesda Game Studios             |
| 2009 | Dodatki do Fallout 3: Broken Steel i Point Lookout                     | fabularna gra akcji                  | Windows, Xbox 360, PlayStation 3                                | Bethesda Game Studios             |
| 2009 | Fallout 3 (Game of the Year Edition)                                   | fabularna gra akcji                  | Windows, Xbox 360, PlayStation 3                                | Bethesda Game Studios             |
| 2010 | The Elder Scrolls IV: Oblivion (Platinum Edition)                      | fabularna gra akcji                  | Xbox 360                                                        | Bethesda Game Studios             |
| 2011 | The Elder Scrolls V: Skyrim                                            | fabularna gra akcji                  | Windows, Xbox 360, PlayStation 3                                | Bethesda Game Studios             |
| 2015 | Fallout 4                                                              | fabularna gra akcji                  | Windows, PlayStation 4, Xbox One                                | Bethesda Game Studios             |
| 2015 | Fallout Shelter                                                        | symulator                            | Windows, Android, iOS, PlayStation 4, Xbox One, Nintendo Switch | Bethesda Game Studios             |
| 2016 | The Elder Scrolls V: Skyrim Special Edition                            | fabularna gra akcji                  | Windows, PlayStation 4, Xbox One, Nintendo Switch               | Bethesda Game Studios             |
| 2018 | Fallout 76                                                             | fabularna gra akcji                  | Windows, PlayStation 4, Xbox One                                | Bethesda Game Studios             |
| 2019 | The Elder Scrolls: Blades                                              | fabularna gra akcji                  | Android, iOS, Nintendo Switch                                   | Bethesda Game Studios             |
| 2023 | Starfield                                                              | fabularna gra akcji                  | Windows, Xbox Series X/S                                        | Bethesda Game Studios             |

### Gry wydane
Lista gier wydanych przez Bethesdę, ale wyprodukowanych przez zewnętrzne i wewnętrzne firmy. (Arkane Studios, MachineGames, id Software, Tango Gameworks to wewnętrzne studia należące do właściciela Bethesdy, ZeniMax Media)(Uwaga: Vir2L jest oddziałem ZeniMax Media, spółki Bethesdy, i nazywają siebie „siostrzaną firmą” Bethesdy na swojej stronie internetowej).
| Rok  | Tytuł                                                | Gatunek                     | Platformy                                                           | Producent                               |
| ---- | ---------------------------------------------------- | --------------------------- | ------------------------------------------------------------------- | --------------------------------------- |
| 1998 | Zero Critical                                        | przygodowa                  | Windows                                                             | Istvan Pely Productions                 |
| 1999 | F-16 Aggressor                                       | symulator lotu              | Windows                                                             | Virgin Interactive                      |
| 1999 | Magic & Mayhem                                       | strategiczna                | Windows                                                             | Mythos Games                            |
| 2000 | Sea Dogs                                             | gra fabularna               | Windows                                                             | Akella                                  |
| 2000 | Gromada                                              | gra akcji                   | Windows                                                             | Buka Entertainment                      |
| 2001 | Echelon                                              | symulator lotu, gra akcji   | Windows                                                             | Buka Entertainment                      |
| 2001 | Magic & Mayhem 2: The Art of Magic                   | strategiczna                | Windows                                                             | Climax Studios                          |
| 2002 | Family Card Games Fun Pack                           | gra karciana                | PlayStation                                                         | Mud Duck Productions                    |
| 2003 | Pirates of the Caribbean                             | fabularna gra akcji         | Windows, Xbox                                                       | Akella                                  |
| 2003 | Puzznic                                              | gra logiczna, gra akcji     | PlayStation, Arcade, C64, GB, Mobile, TG16, Amiga, NES              | Altron                                  |
| 2003 | The Elder Scrolls Travels: Stormhold                 | fabularna gra akcji         | Telefony komórkowe                                                  | Vir2L Studios                           |
| 2004 | The Elder Scrolls Travels: Dawnstar                  | fabularna gra akcji         | Telefony komórkowe                                                  | Vir2L Studios                           |
| 2005 | Breeders' Cup World Thoroughbred Championships       | symulator wyścigów          | PlayStation 2, Xbox                                                 | 4JStudios                               |
| 2005 | Call of Cthulhu: Mroczne zakątki świata              | przygodowa                  | Windows, PlayStation 2, Xbox                                        | Headfirst Productions                   |
| 2006 | Pirates of the Caribbean: The Legend of Jack Sparrow | gra akcji, przygodowa       | Windows, PlayStation 2                                              | 7 Studios / Buena Vista Games           |
| 2006 | Star Trek: Encounters                                | strzelanka                  | PlayStation 2                                                       | 4JStudios                               |
| 2006 | Star Trek: Legacy                                    | gra akcji                   | Windows, Xbox 360                                                   | Mad Doc Software                        |
| 2006 | Star Trek: Tactical Assault                          | gra symulacyjna             | Nintendo DS, PSP                                                    | Quicksilver Software                    |
| 2007 | Star Trek: Conquest                                  | gra symulacyjna             | PlayStation 2, Wii                                                  | 4JStudios                               |
| 2008 | Bully (tylko w Japonii)                              | gra akcji                   | Xbox 360, PlayStation 2, Wii, Windows                               | Rockstar Vancouver                      |
| 2008 | Ducati Moto                                          | wyścigowa                   | Nintendo DS                                                         | 4JStudios                               |
| 2009 | AMF Bowling Pinbusters!                              | sportowa                    | iPhone                                                              | Vir2L Studios                           |
| 2009 | Rogue Warrior                                        | strzelanka pierwszoosobowa  | Windows, PS3, Xbox 360                                              | Rebellion                               |
| 2009 | WET                                                  | gra akcji                   | PlayStation3, Xbox 360                                              | A2M (Artificial Mind and Movement)      |
| 2009 | Wheelspin (tylko w Europie)                          | wyścigowa                   | Wii                                                                 | Awesome Play                            |
| 2010 | Fallout: New Vegas                                   | fabularna gra akcji         | Windows, PlayStation 3, Xbox 360                                    | Obsidian Entertainment                  |
| 2011 | Brink                                                | strzelanka pierwszoosobowa  | Windows, PlayStation 3, Xbox 360                                    | Splash Damage                           |
| 2011 | Hunted: Kuźnia demona                                | fabularna gra akcji         | Windows, PlayStation 3, Xbox 360                                    | inXile Entertainment                    |
| 2011 | RAGE                                                 | gra akcji                   | Mac OS X, Windows, PlayStation 3, Xbox 360                          | id Software                             |
| 2012 | Dishonored                                           | gra akcji, skradanka        | Windows, PlayStation 3, Xbox 360                                    | Arkane Studios                          |
| 2014 | Wolfenstein: The New Order                           | strzelanka pierwszoosobowa  | Windows, PlayStation 3, PlayStation 4, Xbox 360, Xbox One           | MachineGames                            |
| 2014 | The Elder Scrolls Online                             | MMORPG                      | Mac OS X, Windows                                                   | ZeniMax Online Studios                  |
| 2014 | The Evil Within                                      | gra akcji                   | Microsoft Windows, PlayStation 3, Xbox 360, PlayStation 4, Xbox One | Tango Gameworks                         |
| 2015 | Wolfenstein: The Old Blood                           | strzelanka pierwszoosobowa  | Windows, PlayStation 4, Xbox One                                    | MachineGames                            |
| 2016 | Dishonored 2                                         | gra akcji, skradanka        | Windows, PlayStation 4, Xbox One                                    | Arkane Studios                          |
| 2016 | Doom                                                 | strzelanka pierwszoosobowa  | Windows, PlayStation 4, Xbox One                                    | id Software                             |
| 2017 | Wolfenstein II: The New Colossus                     | strzelanka pierwszoosobowa  | Windows, PlayStation 4, Xbox One                                    | MachineGames                            |
| 2017 | Dishonored: Death of the Outsider                    | strzelanka pierwszoosobowa  | Windows, PlayStation 4, Xbox One                                    | Arkane Studios                          |
| 2017 | Prey                                                 | strzelanka pierwszoosobowa  | Windows, PlayStation 4, Xbox One                                    | Arkane Studios                          |
| 2017 | The Evil Within 2                                    | survival horror             | Windows, PlayStation 4, Xbox One                                    | Tango Gameworks                         |
| 2017 | Doom VFR                                             | strzelanka pierwszoosobowa  | –                                                                   | id Software                             |
| 2017 | The Elder Scrolls: Legends                           | kolekcjonerska gra karciana | Windows, PlayStation 4, Xbox One, Android, iOS, Nintendo Switch     | Dire Wolf Digital / Sparkypants Studios |
| 2019 | Rage 2                                               | strzelanka pierwszoosobowa  | Windows, PlayStation 4, Xbox One                                    | id Software / Avalanche Studios         |
| 2019 | Wolfenstein: Youngblood                              | strzelanka pierwszoosobowa  | Windows, PlayStation 4, Xbox One                                    | MachineGames                            |
| 2020 | Doom Eternal                                         | strzelanka pierwszoosobowa  | Windows, PlayStation 4, Xbox One                                    | id Software                             |
| 2021 | Deathloop                                            | strzelanka pierwszoosobowa  | Windows, PlayStation 5, Xbox Series X/S                             | Arkane Studios                          |
| 2022 | Ghostwire: Tokyo                                     | gra akcji                   | Windows, PlayStation 5                                              | Tango Gameworks                         |
| 2023 | Hi-Fi Rush                                           | rytmiczna gra akcji         | Windows, Xbox Series X/S                                            | Tango Gameworks                         |
| 2023 | Redfall                                              | strzelanka pierwszoosobowa  | Windows, Xbox Series X/S                                            | Arkane Studios                          |